# Thomas Mosimann
Thomas Mosimann es un deportista suizo que compitió en piragüismo en la modalidad de eslalon. Ganó una medalla de oro en el Campeonato Mundial de Piragüismo en Eslalon de 2003 y una medalla de oro en el Campeonato Europeo de Piragüismo en Eslalon de 2004, ambas en la prueba de K1 por equipos.

## Palmarés internacional
| Campeonato Mundial | Campeonato Mundial   | Campeonato Mundial | Campeonato Mundial |
| Año                | Lugar                | Medalla            | Competición        |
| ------------------ | -------------------- | ------------------ | ------------------ |
| 2003               | Augsburgo (Alemania) | Medalla de oro     | K1 por equipos     |
| Campeonato Europeo |                      |                    |                    |
| Año                | Lugar                | Medalla            | Competición        |
| 2004               | Skopie (Macedonia)   | Medalla de oro     | K1 por equipos     |